# Копанішин Костянтин Богданович
Копанішин Костянтин Богданович (24 лютого 1971, Харків — 11 березня 2022, Терни, Донецька область) — український військовослужбовець, доброволець.
Командир екіпажу у 92 ОМБр. Пізніше командир 3 аеромобільно-десантного відділення, 3 аеромобільно-десантного взводу, 1 аеромобільно-десантної роти 81 ОАеМБр Збройних сил України. Учасник війни на Донбасі (2014—2022 рр.) та широкомасштабного вторгнення Росії в Україну (з 2022 р.).

## Короткий життєпис
Народився 24 лютого 1971 року у Харкові.
Закінчив 141 ліцей м. Харкова та Харківський верстатоінструментальний технікум.
Вихованець Харківського СДЮШОР (спортивна дитячо-юнацька спортивна школа олімпійського резерву), де отримав звання майстра спорту зі спортивної гімнастики.
Мав власний цех по виробництву меблів.
Попри інвалідність 2-ої групи, став на захист Батьківщини під час війни на сході України у 2014—2022 рр. та під час широкомасштабного вторгнення Росії в Україну.
Під час АТО служив у 92 окремій механізованій бригаді імені кошового отамана Івана Сірка командиром екіпажу 152-мм дивізійної самохідної гаубиці 2С3 «Акація».
У перші дні широкомасштабної війни у ранзі молодшого сержанта пішов на службу у 81-шу окрему аеромобільну Слобожанську бригаду (Україна) на посаді командира відділення.
Будинок у Харківській області, в якому проживав Костянтин та його родина, зруйнований під час Широкомасштабного вторгнення Росії в Україну в 2022 р.

## Загибель
Загинув 11 березня 2022 р., під час проведення заходів із забезпечення національної безпеки і оборони, відсічі і стримування збройної агресії Російської Федерації в районі населеного пункту Терни Донецької області.
Похований на Алеї Слави 18 кладовища міста Харкова.

## Родина
Був одружений, має двох дітей.
Рідний брат, Копанішин Юрій Богданович, також став на захист України як доброволець.

## Допомога нужденним
Після початку війни на Донбасі, розмістив у своєму будинку сім'ю біженців з Луганської області.
Регулярно допомагав дитячим будинкам і дітям з інвалідністю.

## Нагороди та вшанування пам'яті
Згідно з Указом Президента України від 28 квітня 2022 року нагороджений орденом «За мужність» III ступеня (посмертно).
Відкрито меморіальну таблицю у Харківському комп'ютерно-технологічному фаховому коледжі НТУ "ХПІ".
Увічнений у «Книзі пам'яті полеглих за Україну».